# Відути
Віду́ти — село в Україні, у Луківській селищній громаді Ковельського району Волинської області. Населення становить 134 осіб.

## Історія
У 1906 році село Олеської волості Володимир-Волинського повіту Волинської губернії. Відстань від повітового міста 39  верст, від волості 18. Дворів 76, мешканців 471.
До 23 грудня 2016 року село підпорядковувалось до Соминської сільської ради Турійського району Волинської області.

## Населення
Згідно з переписом УРСР 1989 року чисельність наявного населення села становила 167 осіб, з яких 73 чоловіки та 94 жінки.
За переписом населення України 2001 року в селі мешкали 134 особи. 100 % населення вказало своєю рідною мовою українську мову.